# Schweizer SGS 2-8
Schweizer SGS 2-8 là một loại tàu lượn huấn luyện hai chỗ của Hoa Kỳ, do hãng Schweizer Aircraft ở Elmira, New York thiết kế chế tạo.

## Biến thể
SGS 2-8
SGS 2-8A
TG-2
TG-2A
LNS-1

## Tính năng kỹ chiến thuật
Đặc điểm tổng quát
- Kíp lái: 2
- Sải cánh: 52 ft 0 in (18,84 m)
- Diện tích cánh: 214 ft2 (19,88 m2)
- Tỉ số mặt cắt: 12.6
- Kết cấu dạng cánh: NACA 4412
- Trọng lượng rỗng: 450 lb (204 kg)
- Trọng lượng có tải: 860 lb (390 kg)

Hiệu suất bay
- Vận tốc cực đại: 72 mph (115 km/h)
- Hệ số bay lướt dài cực đại: 23 ở vận tốc 42 mph (67 km/h)
- Vận tốc xuống: 165 ft/min (0,84 m/s)